# Dixa terna
Dixa terna är en tvåvingeart som beskrevs av Friedrich Hermann Loew 1863. Dixa terna ingår i släktet Dixa och familjen u-myggor.
Artens utbredningsområde är New York. Inga underarter finns listade i Catalogue of Life.